# Walter Osta
Walter Osta (* 9. August 1970 in Pieve di Cadore) ist ein ehemaliger italienischer Freestyle-Skier. Er startete in den Buckelpisten-Disziplinen Moguls und Dual Moguls.

## Werdegang
Osta, der für den C.S. Esercito aus Rom startete, trat im Dezember 1991 in Zermatt erstmals im Freestyle-Skiing-Weltcup an, wobei er den 70. Platz  im Moguls errang und nahm bis 1996 an 30 Weltcups teil. Sein bestes Ergebnis dabei erreichte er im März 1993 mit dem 23. Platz in Livigno. Bei den Weltmeisterschaften 1993 in Altenmarkt-Zauchensee kam er auf den 65. Platz und bei den Weltmeisterschaften 1995 in La Clusaz auf den 26. Rang im Moguls. Zudem belegte er bei den Olympischen Winterspielen 1992 in Albertville den 37. Platz und bei den Olympischen Winterspielen 1994 in Lillehammer den 29. Rang im Moguls. In der Saison 1995/96 nahm er am Europacup teil und erreichte in Oberstdorf mit dem zweiten Platz im Dual Moguls seine einzige Podestplatzierung in dieser Wettbewerbsserie.

## Erfolge

### Olympische Spiele
- 1992 Albertville: 37. Platz Moguls
- 1994 Lillehammer: 29. Platz Moguls

### Weltmeisterschaften
- 1993 Altenmarkt: 65. Platz Moguls
- 1995 La Clusaz: 26. Platz Moguls

### Weltcup-Gesamtplatzierungen
Osta nahm an 30 Weltcups teil.
| Saison  | Gesamt | Gesamt | Moguls | Moguls |
| Saison  | Punkte | Platz  | Punkte | Platz  |
| ------- | ------ | ------ | ------ | ------ |
| 1992/93 | 2      | 126.   | 16     | 51.    |